# بیا بیرون مبارزه (فیلم ۱۹۴۵)
بیا بیرون مبارزه (به انگلیسی: Come Out Fighting 1945 film) یک فیلم آمریکایی به کارگردانی ویلیام بودین است. آخرین مورد در تصاویر مونوگرام سری از فیلم‌های «بچه‌های شرق ساید» قبل از اینکه این مجموعه دوباره با عنوان «پسرهای بووری اختراع شود. منتقد فیلم لئونارد مالتین فیلم را به‌عنوان «رنده‌کننده» توصیف کرد و به آن یک و نیم ستاره از چهار ستاره داد.

## طرح
بچه‌های ایست ساید در حمله ای که توسط همسایگان شاکی انجام می‌شود از باشگاه خود بیرون می‌شوند، آنها جایی برای تمرین برای مسابقات بوکس آینده ندارند. کمیسر پلیس نگران است که پسرش گیلبرت، که باله را به بوکس ترجیح می‌دهد، تبدیل به یک آدمکش شده است، بنابراین او به باند پیشنهاد معامله می‌دهد: اگر بخواهند آنها را اخراج کنند. پسرش در باند آنهاست و پسر را سرسخت می‌کند. ماگز مک گینس، عضو باند، بلافاصله از گیلبرت بدش می‌آید، و گیلبرت را آماده می‌کند تا با دنی مور، بهترین بوکسور گروه درگیر شود، اما وقتی می‌بیند گیلبرت از حرکات باله برای جلوگیری از ضربه خوردن استفاده می‌کند و در عوض دنی را ناک اوت می‌کند، تحت تأثیر قرار می‌گیرد. بعداً، بچه‌های شرق ساید متوجه می‌شود که دوست دختر گیلبرت، ریتا، گیلبرت را به یک کازینو غیرقانونی متعلق به گانگسترهای محلی برده است. بچه‌های ایست ساید درست قبل از حمله پلیس به کازینو می‌رسند. ماگز می‌تواند گیلبرت را دزدکی بیرون بیاورد، اما دنی مجروح می‌شود و خود ماگز گرفتار می‌شود و بنابراین از ورود به مسابقات بوکس منع می‌شود. گیلبرت با حضور در مسابقات موافقت کرد و پس از دو دور اول در وضعیت بدی قرار دارد. ماگز به گیلبرت توصیه می‌کند که از حرکات باله خود استفاده کند، که گیلبرت را قادر می‌سازد تا برنده مسابقه باشد. سپس گیلبرت حقیقت را در مورد حضور در کازینو اعتراف می‌کند و پدرش، کمیسر پلیس، ماگز را از تمام اتهامات پاک می‌کند.

## بازیگران

### بچه‌های ایست ساید
- لئو گورسی در نقش ماگز مک گینس
- سالن هانتز به عنوان گلیمپی
- بیلی بندیکت در نقش لاغر
- گابریل دل در نقش تالمان (ملقب به پیت)
- منده کونیگ در نقش دنی
- بادی گورمن در نقش سامی[۵]

### بازیگران باقیمانده
- جوون کارلسون در نقش جین رایلی
- آملیتا وارد در نقش ریتا جویس
- آدیسون ریچاردز به عنوان کمیسر پلیس جیمز میچل
- جرج میکر در نقش سیلک هنری
- جانی دانکن در نقش گیلبرت میچل
- فرد کلسی در نقش آقای مک گینیس، پدر.
- داگلاس وود به عنوان شهردار
- میلتون کیبی به عنوان رئیس پلیس
- پت گلیسون در نقش پیت وارگاس کوچولو
- رابرت هومنز در نقش گروهبان پلیس تام رایلی
- پتسی موران در نقش خانم مک گینیس
- آلن فاستر در نقش وایتی
- دیویسون کلارک در نقش افسر مک گوان
- مایر گریس در نقش جیک
- بتی سینکلر در نقش تنگ نگار[۶]